# كرايغ بلير
كرايغ بلير (بالإنجليزية: Craig Blair) هو سياسي أمريكي، ولد في 17 أكتوبر 1959 في مرتينسبورغ في الولايات المتحدة. حزبياً، نشط في الحزب الجمهوري. وقد انتخب عضو مجلس ولاية فيرجينيا الغربية.